# Takamoto Katsuta
Takamoto Katsuta (勝田 貴元, Katsuta Takamoto), né le 17 mars 1993 à Nagoya, est un pilote de rallye japonais. Il participe actuellement au championnat du monde des rallyes pour l'écurie officielle  Toyota Gazoo Racing WRT. Il s'est fait connaître après avoir remporté une victoire surprise dans la catégorie WRC-2 au Rallye de Suède 2018 . Il a réalisé son premier podium en championnat du monde des rallyes au Safari Rallye 2021, obtenant la deuxième place.

## Débuts de carrière
Takamoto Katsuta est né à Nagoya. Il a commencé le karting à l'âge de 12 ans. Après un succès mitigé dans cette catégorie, il a commencé à courir dans la série Formula Challenge Japon en 2010, et en est finalement devenu champion en 2011, à l'âge de 18 ans.

## Résultats en  compétition automobile

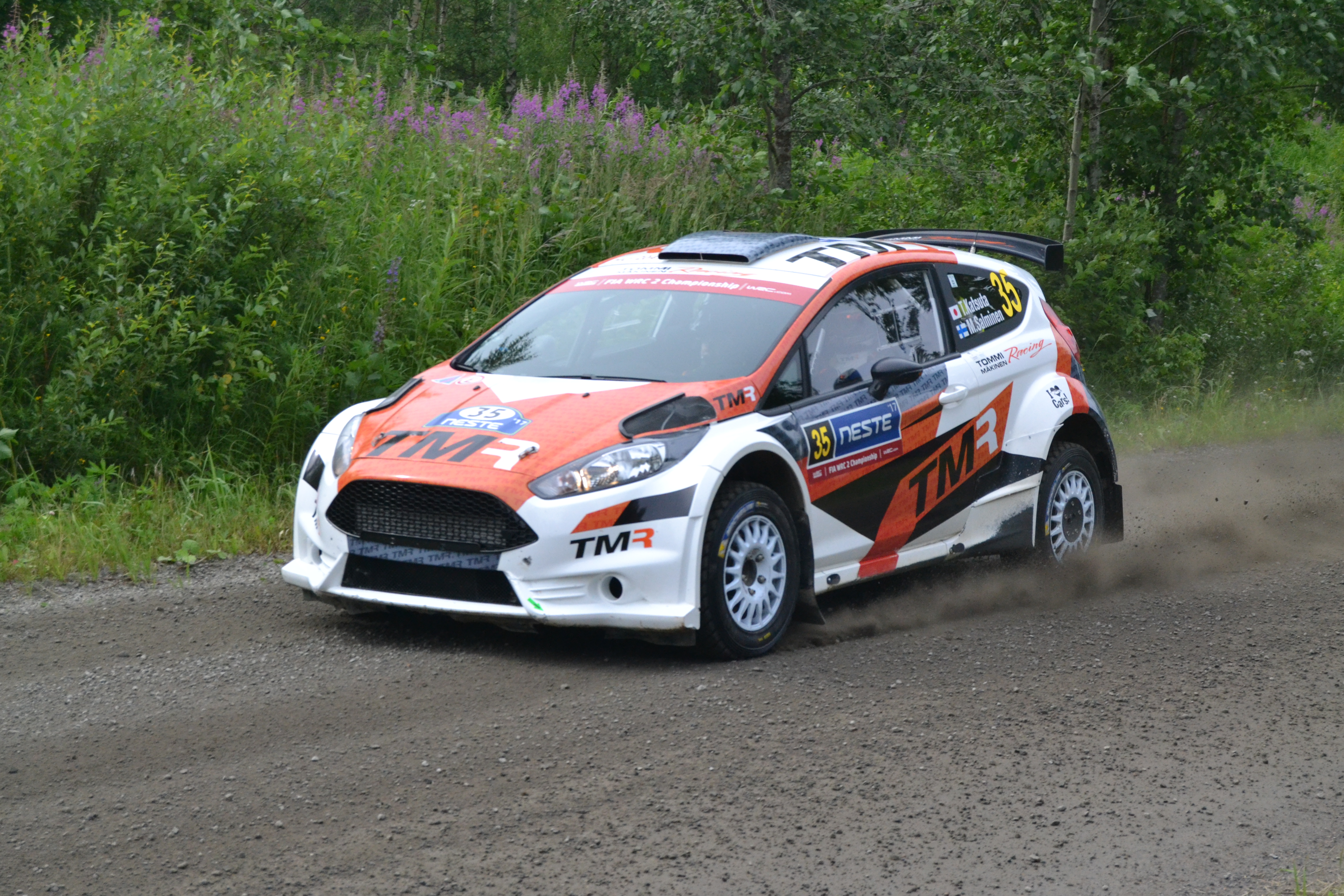
Takamoto Katsuta dans la spéciale Saalahti 2 au Rallye de Finlande 2017.

### Résultats détaillés en championnat du monde des rallyes WRC
| Année | Équipe                     | Voiture                    | 1       | 2        | 3       | 4       | 5      | 6       | 7       | 8       | 9         | 10     | 11      | 12     | 13     | 14    | Clas. | Points |
| ----- | -------------------------- | -------------------------- | ------- | -------- | ------- | ------- | ------ | ------- | ------- | ------- | --------- | ------ | ------- | ------ | ------ | ----- | ----- | ------ |
| 2016  | Tommi Mäkinen Racing       | Ford Fiesta R5             | MON     | SWE      | MEX     | ARG     | POR    | ITA     | POL     | FIN 27  | GER       | CHN A  | FRA     | ESP    | GBR    | AUS   | NC    | 0      |
| 2017  | Tommi Mäkinen Racing       | Ford Fiesta R5             | MON     | SWE 22   | MEX     | FRA     | ARG    | POR 36  | ITA 14  | POL     | FIN Ret   | GER    | ESP 51  | GBR    | AUS    |       | NC    | 0      |
| 2018  | Tommi Mäkinen Racing       | Ford Fiesta R5             | MON     | SWE 11   | MEX     | FRA 35  | ARG    | POR 26  | ITA Ret | FIN Ret | GER       | TUR    | GBR     | ESP 24 | AUS    |       | NC    | 0      |
| 2019  | Tommi Mäkinen Racing       | Ford Fiesta R5             | MON 13  | SWE Ret  | MEX     | FRA 14  | ARG 16 | CHL 14  | POR 21  | ITA Ret |           |        |         |        |        |       | 25e   | 1      |
| 2019  | Tommi Mäkinen Racing       | Ford Fiesta R5 Mk. II (en) |         |          |         |         |        |         |         |         | FIN Ret   |        | TUR     | GBR 14 |        | AUS A | 25e   | 1      |
| 2019  | Tommi Mäkinen Racing       | Toyota Yaris WRC (en)      |         |          |         |         |        |         |         |         |           | GER 10 |         |        | ESP 39 |       | 25e   | 1      |
| 2020  | Toyota Gazoo Racing WRT    | Toyota Yaris WRC (en)      | MON 7   | SWE 9    | MEX     | EST Ret | TUR    | ITA Ret | MNZ 20  |         |           |        |         |        |        |       | 13e   | 13     |
| 2021  | Toyota Gazoo Racing WRT    | Toyota Yaris WRC (en)      | MON 6   | ARC 6    | CRO 6   | POR 4   | ITA 4  | KEN 2   | EST Ret | BEL Ret | GRE Forf. | FIN 37 | ESP 40  | MNZ 7  |        |       | 7e    | 78     |
| 2022  | Toyota Gazoo Racing WRT NG | Toyota GR Yaris Rally1     | MON 8   | SWE 4    | CRO 6   | POR 4   | ITA 6  | KEN 3   | EST 5   | FIN 6   | BEL 5     | GRE 6  | NZL Ret | ESP 7  | JPN 3  |       | 5e    | 122    |
| 2023  | Toyota Gazoo Racing WRT    | Toyota GR Yaris Rally1     | MON 6   | SWE Abd. | MEX 23  | CRO 6   | POR 33 | ITA 40  | KEN 4   | EST 7   | FIN 3     | GRE 6  | CHI 5   | EUR 5  | JPN 5  |       | 7e    | 101    |
| 2024  | Toyota Gazoo Racing WRT    | Toyota GR Yaris Rally1     | MON 7   | SWE 45   | KEN 2   | CRO 5   | POR 29 | ITA 35  | POL 8   | LAT 6   | FIN 41    | GRE 30 | CHI WD  | EUR 4  | JPN 4  |       | 6e    | 116    |
| 2025  | Toyota Gazoo Racing WRT    | Toyota GR Yaris Rally1     | MON Ab. | SWE 2    | KEN Ab. | CAN     | POR    | ITA     | GRE     | EST     | FIN       | PAR    | CHI     | UE     | JAP    | ARA   | 7e*   | 25*    |

*Saison en cours